# الفانتیازیس
الفانتیازیس (انگلیسی: Elephantiasis) یا پیل‌پایی به بزرگ شدن و سفت شدن اندام‌ها یا بخش‌هایی از بدن به دلیل تورم بافت گفته می‌شود. این بیماری با ادم، هیپرتروفی و فیبروز پوست و بافت‌های زیر جلدی به دلیل انسداد عروق لنفاوی مشخص می‌شود. این بیماری ممکن است بر اندام تناسلی تاثیر بگذارد. اصطلاح الفانتیازیس اغلب در اشاره به (علائم ناشی از) عفونت کرم انگلی استفاده می‌شود، اما ممکن است به انواع بیماری‌هایی اشاره داشته باشد که در آن قسمت‌هایی از بدن فرد به نسبت‌های زیادی متورم می‌شود.